# Râul Vezieș
Râul Vezieș sau Râul Vizieș este un curs de apă, afluent al râului Sângeriș. 

## Hărți
- Harta munții Vâlcan  Arhivat în 15 iunie 2011, la Wayback Machine.